# Hootenanny Singers
Hootenanny Singers — шведская фолк-группа, появившаяся в 1961 году. За пределами Швеции известна главным образом благодаря тому, что одним из участников группы был Бьёрн Ульвеус.

## История
В 1957 году, когда Бьёрн и его друг Тони присоединились к группе, группа имела название «Mackie’s Skiffle Group», а позже была переименована в «Partners». Группу создали два школьных друга — Ханси Шварц и Юхан Карлберг. Парни выступали на школьных вечеринках, участвовали в музыкальных конкурсах и путешествовали по Европе на старой Volvo, давая представления на улицах, чтобы подзаработать.
Тогда в состав группы входили Ханси Шварц (нем. Hansi Schwarz), Юхан Карлберг (швед. Johan Karlberg), Хокан Вен (швед. Hakan Hven), Тони и Бьёрн. В сентябре 1959 года музыканты выступили на радио города Норрчёпинг.
В 1957 году группа сменила стиль музыки на фолк, а заодно и название на «West Bay Singers». В 1958 году мать Бьёрна Айна предложила им поучаствовать в национальном конкурсе по поиску талантов «'Plats på scen», проводимом шведским радио. Они привлекли внимание Бенгта Бернхага и его партнёра Стига Андерсона, владельцев недавно созданной звукозаписывающей компании «Polar Music». Бенгт связался с музыкантами и попросил прислать запись для прослушивания. Результат превзошёл все ожидания. Это было именно то, что искали Бенгт и Стиг Андерсон. Стиг убедил музыкантов сменить название на «Hootenanny Singers», а также пойти на следующий конкурс с песней на шведском языке. В те годы в Швеции большинство песен на конкурсах было на английском. Эта стратегия оказалась верной, «Hootenanny Singers» выиграли конкурс. А песня «Jag vänter vid min mila», выпущенная синглом, стала первым хитом Polar Music и Hootenanny Singers. С 1964 по 1974 год «Hootenanny Singers» записали и выпустили 16 альбомов и сборников.

## Успех
1964-й год принёс им успех в виде хита «Gabrielle», написанного на мелодию советской песни «Пусть всегда будет солнце», и к концу года они стали одними из наиболее известных исполнителей в Швеции. Коллектив совершил свой первый тур с концертами и выпустил два альбома, озаглавленных просто «Hootenanny Singers».
В 1965 году был выпущен альбом «Hootenanny Singer sjunger Evert Taube», посвящённый шведскому поэту-песеннику Эверту Тобу. Но группа снова хочет изменить стиль музыки и вместо фолка петь поп-музыку. Особенно этого хотел Бьёрн.
Их музыка становится все менее относящейся к американскому стилю «hootenanny» и все больше склоняется к британскому фолку и стилю Битлз. Вышедший в том же году их второй альбом «International» содержал две песни, написанные Бьёрном: «No time» и «Time to move along». Альбом достиг первых мест в рейтингах.
Между 1964 и 1966 годами группа выпустила несколько синглов за границей — в Англии, Финляндии, Норвегии, Германии, Дании, Испании, Франции, Бельгии, Нидерландах и Италии. Один альбом был выпущен даже в США. Их альбомы не были очень успешными, но песня «No time» стала хитом в Южной Африке. Песня «Baby those are the rules», написанная Бьёрном, достигла первых мест в хит-парадах в Швеции, а также была выпущена за границей. В Нидерландах они выпустили диск с песней «Gabrielle» на одной стороне, а на другой — «Jag väntar vid min mila». Выпущенный осенью 1966 года альбом «Många ansikten» был последней попыткой работать в стиле поп-музыки. На стороне А пластинки все песни были записаны на шведском языке, а на стороне B — на английском, в стиле поп. Песня «Marianne» (со стороны А) стала их вторым хитом в том году.